# A Romance of Old Baghdad
A Romance of Old Baghdad é um filme de drama mudo britânico de 1922, dirigido por Kenelm Foss, estrelado por Matheson Lang, Manora Thew e Roy Travers.
É uma adaptação do romance Miss Haroun al Rashid de Jessie Douglas Kerruish.

## Elenco
- Matheson Lang - Príncipe Omar
- Manora Thew - Sourna
- Roy Travers - Harvey P. Wilbur
- Henry Victor - Horne Jerningham
- George Bellamy - General Walters
- Barbara Everest - Sra. Jocelyn
- A. Harding Steerman - Sr. Jocelyn
- Douglas Munro - Abdul Bey
- Clyne Dacia - Rathia
- George Foley - Kadi
- Rolf Leslie - Haji
- Victor McLaglen - Miski
- Jack Minister - Piers Blessington
- Lorna Rathbone - Evelyn Jerningham
- Beatie Olna Travers - Salti